# 谷愛凌
谷 愛凌（こく あいりょう、中国語: 谷爱凌; 拼音: Gǔ Àilíng（グー・アイリーン）、英語: Eileen Gu（アイリーン・グー)、2003年9月3日 -）は、アメリカ合衆国カリフォルニア州サンフランシスコ出身のアメリカ系中国人の女子スキー選手。専門とする得意種目はハーフパイプ、スロープスタイル、ビッグエア。ファッションモデルとしても活躍する。

## 経歴
谷愛凌は2003年9月3日、カリフォルニア州サンフランシスコでアメリカ人の父と中国人の母の間に生まれた。母親は20代の学生時代に中国から渡米し、オーバーン大学とロックフェラー大学に合格。ロックフェラー大学に進学し、ニューヨーク州のハンターマウンテンで初めてスキーをした。サンフランシスコのベイエリアに移ってからは、スタンフォード大学でMBAを取得しながら、スキーへの情熱を深めていった。その間、母親は谷をタホ湖でスキー教室に通わせ、娘が自分についてこられるようにした。 母親は、「偶然にもプロスキーヤーを誕生させた。」と語っている。
2021年3月1日、Weiboでサンフランシスコ大学付属高校から2021年1月の候補者として、アメリカ合衆国大統領奨学生プログラムに認定されたと発表したが、最終的には奨学金を獲得できず、早期卒業することになった。ワシントン・ポストによると、スポーツと学業（SAT1580点など）の成果を発揮し、2022年の冬季オリンピック後に母親の母校であるスタンフォード大学に進学する予定。

## キャリア

### スポーツ
谷愛凌はFISフリースタイルスキー・スノーボード世界選手権2021に出場し、フリースキーハーフパイプとフリースキースロープスタイルで2つの金メダルを獲得した。これは、FISフリースキー世界選手権での初の記録である。また、フリースキー・ビッグエアでは銅メダルを獲得した。しかし、この大会では手を骨折する怪我を負った。2021年、女性としては初めて前方ダブルコーク1440を成功させた。

#### ワールドカップの結果
国際スキー連盟（FIS）より
- 優勝8回：ハーフパイプ5回、スロープスタイル2回、ビッグエア1回
- 受賞12回：6つのハーフパイプ、5つのスロープスタイル、1つのビッグエア

| 所属     | シーズン   | 開催日         | 場所                               | 種目             | 順位 |
| -------- | ---------- | -------------- | ---------------------------------- | ---------------- | ---- |
| アメリカ | 2018〜2019 | 2019年1月12日  | フランス、フォンロムー             | スロープスタイル | 2位  |
| アメリカ | 2018〜2019 | 2019年1月27日  | イタリア、Seiser Alm               | スロープスタイル | 1位  |
| 中国     | 2019〜2020 | 2019年9月7日   | ニュージーランド、カードローナ     | ハーフパイプ     | 2位  |
| 中国     | 2019〜2020 | 2020年2月14日  | カナダ、カルガリー                 | ハーフパイプ     | 1位  |
| 中国     | 2019〜2020 | 2020年2月15日  | カナダ、カルガリー                 | スロープスタイル | 1位  |
| 中国     | 2020–2021  | 2020年11月21日 | オーストリア、Stubai               | スロープスタイル | 3位  |
| 中国     | 2021〜2022 | 2021年12月4日  | アメリカ合衆国、スティームボート   | ビッグエア       | 1位  |
| 中国     | 2021〜2022 | 2021年12月10日 | アメリカ合衆国、コッパーマウンテン | ハーフパイプ     | 1位  |
| 中国     | 2021〜2022 | 2021年12月30日 | カナダ、カルガリー                 | ハーフパイプ     | 1位  |
| 中国     | 2021〜2022 | 2022年1月1日   | カナダ、カルガリー                 | ハーフパイプ     | 1位  |
| 中国     | 2021〜2022 | 2022年1月8日   | アメリカ合衆国、マンモスマウンテン | ハーフパイプ     | 1位  |
| 中国     | 2021〜2022 | 2022年1月9日   | アメリカ合衆国、マンモスマウンテン | スロープスタイル | 2位  |

## モデルとして
ファッションモデルとして、IMG Modelsに所属している。2022年1月現在、フェンディやグッチ、IWCシャフハウゼン、ティファニーやルイ・ヴィトンなど数多くのキャンペーンに参加している。このほか、ElleやVogue Chinaなど複数の雑誌の表紙を飾ったことがある。

## 私生活
COVID-19のパンデミックの際、反アジアヘイト運動について抗議し、ブラック・ライヴズ・マター運動も支持した。。英語と北京語の両方を話すことができる 。趣味はピアノ。

### 国籍について
前述の通り、谷愛凌はアメリカ人の父親と中国人の母親の間にアメリカで生まれた。2019年6月に国際スキー連盟へ国籍変更を申請してから中国代表として競技に参加する。
2019年に15歳で中国国籍に帰化し、中華人民共和国国籍法に基づいてアメリカ国籍を放棄したことになっている。谷は中国国籍に変更を発表する際に、「スキーを通じて中国の何百万人もの若者を応援し手助けをしたい」「人々を団結させ、共通理解を促進し、コミュニケーションを生み出し、国家間の友好を築くことを望んでいます」と述べた。その後、2022年の北京冬季オリンピックでは中国代表として出場し、金メダルを獲得した。
ただし、過去のインタビューでは「誰も私をアメリカ人ではないと否定できないし、誰も私が中国人であることを否定できない」、「アメリカ合衆国にいる時は私はアメリカ人であり、中国にいる時は私は中国人である」と発言し、2022年2月8日の金メダル獲得後、二重国籍が禁止されている中国との「二重国籍疑惑」が報じられるなど論争の中、外国人記者から繰り返しアメリカ国籍の有無について問われるも、明言は避け続けている。

## スポンサー
中国企業
- 安踏体育用品 - 谷の中国での主要スポンサーのひとつであり、安踏は強制労働が疑われている新疆ウイグル自治区産の綿の使用を公言している[12]。

欧米企業